# Les Prés
Les Prés là một xã thuộc tỉnh Drôme trong vùng Rhône-Alpes ở đông nam nước Pháp. Xã Les Prés nằm ở khu vực có độ cao từ 701-1525 mét trên mực nước biển.